# Liste der Monuments historiques in Orsay
Die Liste der Monuments historiques in Orsay führt die Monuments historiques in der französischen Gemeinde Orsay auf.

## Liste der Bauwerke
| Bezeichnung         | Beschreibung | Standort                  | Kennzeichnung | Schutzstatus | Datum | Bild |
| ------------------- | ------------ | ------------------------- | ------------- | ------------ | ----- | ---- |
| Temple de la Gloire |              | 1, avenue des Lacs (Lage) | PA00087984    | Classé       | 1979  |      |

## Liste der Objekte
- Monuments historiques (Objekte) in Orsay der Base Palissy des französischen Kultusministeriums